# Jane Powell
Pour les articles homonymes, voir Powell.
Jane Powell est une chanteuse et actrice américaine, née Suzanne Lorraine Burce le 1er avril 1929 à Portland (Oregon) et morte le 16 septembre 2021 à Wilton (Connecticut).

## Biographie
Après s'être fait connaître comme chanteuse dans sa ville natale, Portland, Jane Powell à 14 ans, encore adolescente, signe un premier contrat de sept ans à la Metro-Goldwyn-Mayer, et débute dans le film Song of the Open Road de S. Sylvan Simon (1944). Le studio apprécie particulièrement ses talents de chanteuse, danseuse et actrice, alors qu'elle n'a jamais suivi de cours d'art dramatique. 

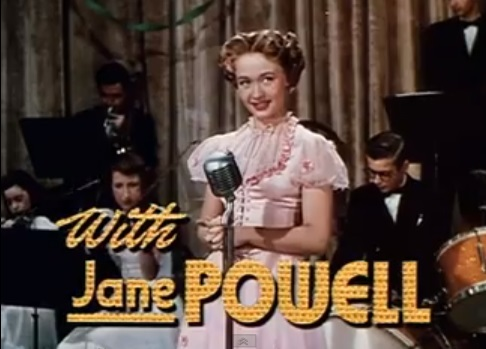
Jane Powell dans A Date with Judy (1948).

Après ce premier film, elle tourne Délicieusement dangereuse (Delightfully Dangerous, 1945) d'Arthur Lubin qui selon elle fut « le pire film, qu'elle a jamais fait ». Pendant le tournage de son troisième film, Féerie à Mexico (Holiday in Mexico, 1946), Jane Powell s'est liée d'amitié avec l'acteur et réalisateur britannique Roddy McDowall. 
Jane Powell commence donc ses débuts a 17 ans avec Joe Pasternak, producteur américain d'origine hongroise (Universal Studio et MGM), dans le film Féerie à Mexico (1946). Elle cite dans sa biographie (Pub)p. 68: « Ce fut une comédie musicale somptueuse avec comme numéro un grand final  Ave Maria   sur une grande plateforme pseudo Hollywood Bowl où je me suis produite régulièrement ».  Les critiques de l'époque décrivent la scène Un Congres Eucharistique créé par Billy Rose -  (voir liens externes [vidéo])
Sa carrière est désormais lancée, et elle joue ensuite dans plusieurs comédies musicales notamment Mariage royal (Royal Wedding, 1951) de Stanley Donen avec Fred Astaire, remplaçant Judy Garland, puis dans Les Sept Femmes de Barbe-Rousse (Seven Brides for Seven Brothers, 1954) également de Stanley Donen, film qui lui donne l'occasion de jouer un personnage plus construit que dans ses films précédents, et qui remporte un vif succès. 
En 1956, elle enregistre la chanson de Cole Porter, True Love, qui se classe quinzième au Billboard Hot 100.
Après 1955, et le film La Fille de l'amiral (Hit the Deck) de Roy Rowland, elle s'éloigne du cinéma, et se tourne vers la télévision et le théâtre. Dans son autobiographie, elle écrit : « Je n'ai pas quitté l'industrie du cinéma, c'est elle qui m'a quittée ».
En 1988, elle se marie en cinquièmes noces avec l'acteur Dickie Moore, ex-enfant-star (né en 1925). Elle demeure active à la télévision et au théâtre jusqu'en 2002.  
Pour son 80e anniversaire, son mari Dickie Moore et Robert Osborne, un historien de Turner Classic Movies, ont organisé une fête dans un hôtel de New York entourés de plus de quarante-cinq invités, amis et membres de la famille de Powell.

## Télévision
Jane Powell était régulièrement invitée à une émission de variétés télévisée en Australie lorsqu'elle s'y rendit cela fut pour jouer un numéro de boîte de nuit. Elle y a également eu une émission spéciale en 1964.
Elle a participé à de nombreux talk-shows télévisés et co-organisés pour le Mike Douglas Show en 1970. Dans les années 1970, elle est apparue dans trois téléfilms, Wheeler et Murdoch, [01] 01The Letters [02] et Mayday à 40.000 Feet! 03]
Dans les années 1980, elle a été la vedette de The Love Boat, de Fantasy Island et de Murder She, Wrote. En 1985, elle a commencé une course contre la montre de neuf mois dans le feuilleton de jour Loving, jouant une mère difficile et femme d'affaires. À la fin des années 1980 et au début des années 1990, elle a également été invitée régulièrement à la série comique Growing Pains (jouant la mère d'Alan Thicke).
Elle a été un remplaçant temporaire sur As the World Turns pour Eileen Fulton en tant que Lisa Grimaldi en 1991, 1993 et 1994.
En 2000, elle est apparue dans deux films de télévision dans des rôles de soutien dans The Sandy Bottom Orchestra [04] et Perfect Murder, Perfect Town. [05]
La dernière grande apparition de Powell à la télévision a été une vedette dans "Vulnerable" sur Law & Order: Special Victims Unit [06] en 2002.

## Filmographie

### Cinéma

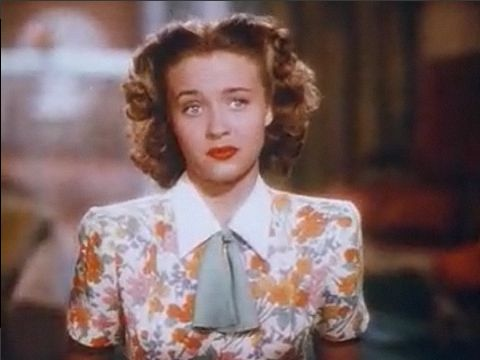
Jane Powell dans Three Daring Daughters (1948).

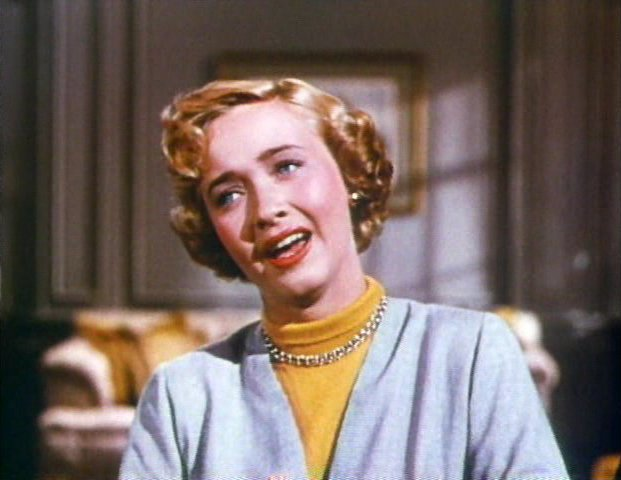
Jane Powell dans Royal Wedding (1951).

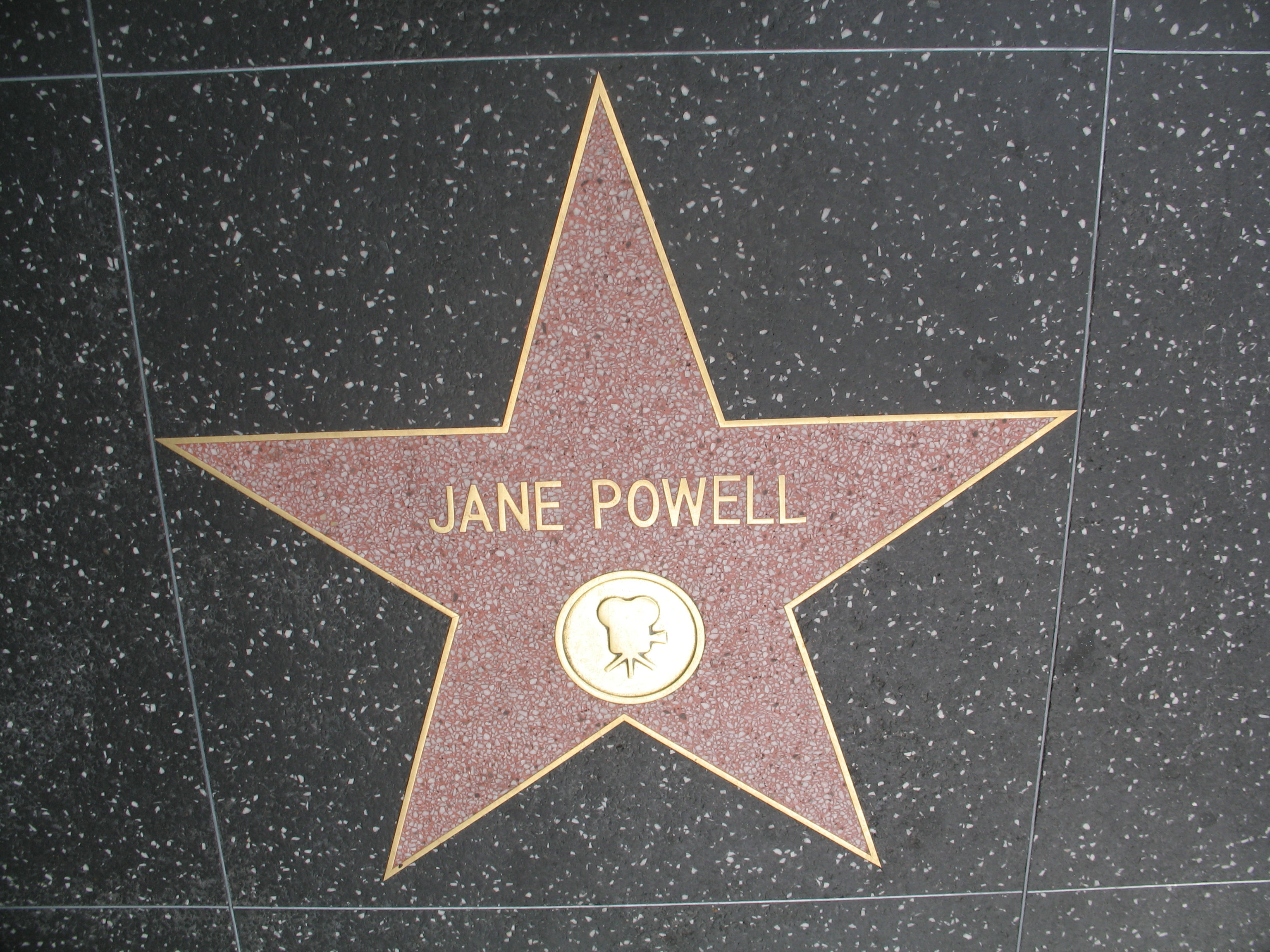
Walk of Fame.

- 1944 : Hollywood Mélodie (Song of the Open Road) de S. Sylvan Simon : Elle-même
- 1945 : Délicieusement dangereuse (Delightfully Dangerous) d'Arthur Lubin : Sherry Williams
- 1946 : Féerie à Mexico (Holiday in Mexico) de George Sidney : Christine Evans
- 1948 : Cupidon mène la danse (Three Daring Daughters) de Fred M. Wilcox : Tess Morgan
- 1948 : Ainsi sont les femmes (A Date with Judy) de Richard Thorpe : Judy Foster
- 1948 : Amour en croisière (Luxury Liner) de Richard Whorf : Polly Bradford
- 1950 : Voyage à Rio (Nancy Goes to Rio) de Robert Z. Leonard : Nancy Barklay
- 1950 : Les Heures tendres (Two Weeks with Love) de Roy Rowland : Patti Robinson
- 1951 : Mariage royal (Royal Wedding) de Stanley Donen : Ellen Bowen
- 1951 : Riche, jeune et jolie (Rich, Young and Pretty) de Norman Taurog : Elizabeth Rogers
- 1953 : Le Joyeux Prisonnier (Small Town Girl) de László Kardos : Cindy Kimbell
- 1953 : Trois Marins et une fille (Three Sailors and a Girl) de Roy Del Ruth : Penny Weston
- 1954 : Les Sept Femmes de Barbe-Rousse (Seven Brides for Seven Brothers) de Stanley Donen : Milly Pontipee
- 1954 : Athena de Richard Thorpe : Athena Mulvain
- 1954 : Au fond de mon cœur (Deep in My Heart) de Stanley Donen : Ottilie van Zandt dans Maytime
- 1955 : La Fille de l'amiral (Hit the Deck) de Roy Rowland : Susan Smith
- 1958 : Une fille qui promet (The Girl Most Likely) de Mitchell Leisen : Dodie
- 1958 : Femmes devant le désir (The Female Animal) d'Harry Keller : Penny Windsor
- 1958 : L'Île enchantée (Enchanted Island) d'Allan Dwan : Fayaway
- 1985 : Marie de Roger Donaldson : la chanteuse
- 1999 : Picture This de Lisa Albright

### Télévision
- 2002 : New York, unité spéciale (saison 4, épisode 3) : Bess Sherman

## Voix françaises
Plusieurs voix n'ont pas encore été identifiées.
- Nicole Riche dans :
  - 1951 : Mariage royal
  - 1954 : Les Sept Femmes de Barbe-Rousse (voix parlée)

- 1954 : Les Sept Femmes de Barbe-Rousse : Mathé Altéry (voix chantée)
- 1958 : Une fille qui promet : Nadine Alari

## Publication
- (Pub) : (en-US) Jane Powell, The Girl Next Door...and How She Grew, New York, Morrow publisher, William Morrow & Co, 1988 (ISBN 978-0-68806-757-1), p.68